# Saarbrücker Eisenbahn

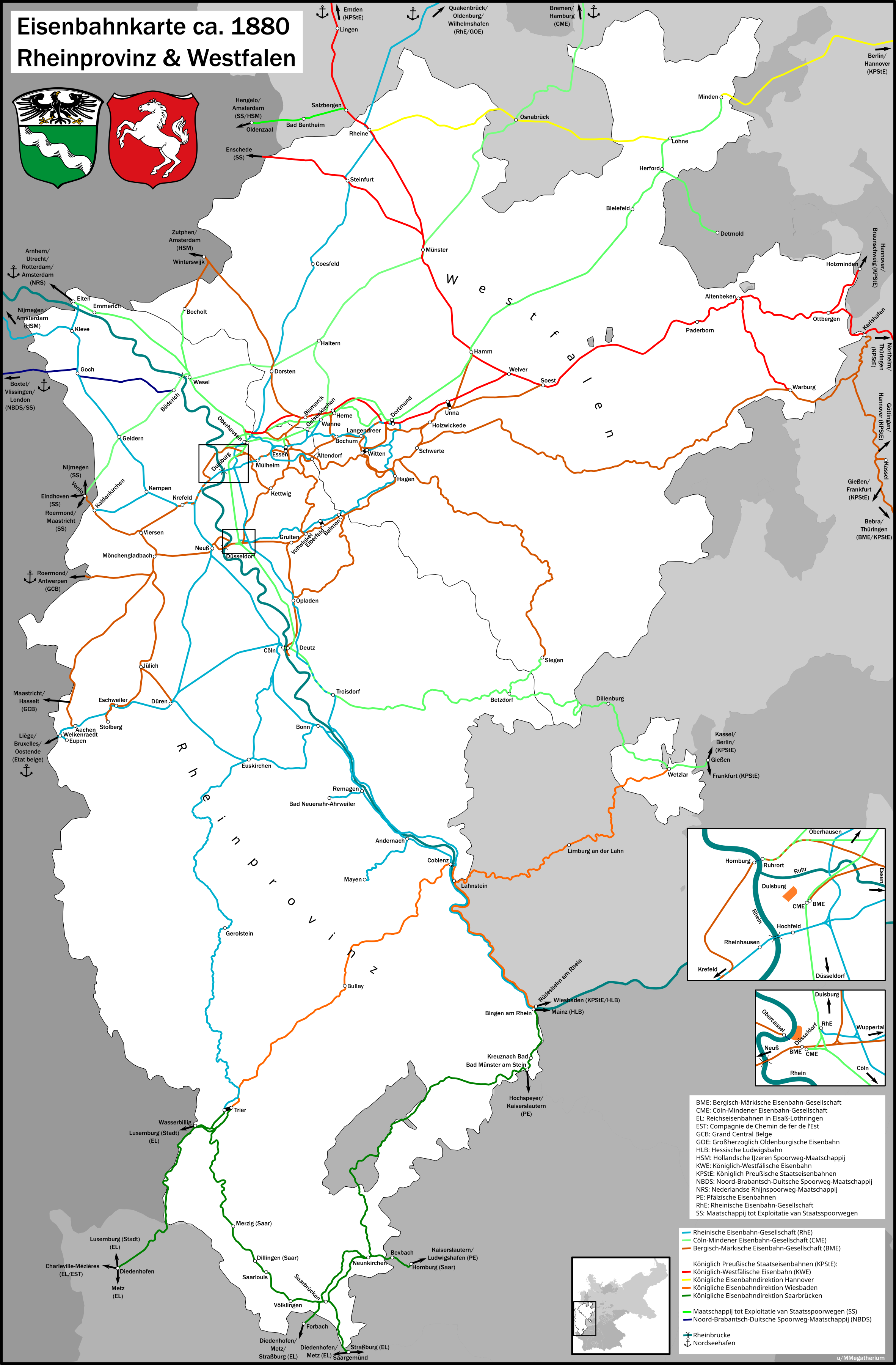
Karte der Saarbrücker Eisenbahn in der Rheinprovinz & in Westfalen (Preußen)

Die Königliche Direction der Saarbrücker Eisenbahn wurde gemäß „Allerhöchstem Erlaß“ des preußischen Königs vom 22. Mai 1852 mit dem Ziel eingerichtet, Verwaltung und Betrieb der zur Eröffnung anstehenden Staatsbahnlinie von der (damaligen) preußisch-bayerischen Grenze bei Bexbach über Neunkirchen – St. Johann-Saarbrücken zur preußisch-französischen Grenze bei Forbach zu übernehmen. Sie trat an die Stelle der Königlichen Kommission für den Bau der Saarbrücker Eisenbahn, die schon Ende 1847 als erste preußische Staatsbahnbehörde mit der Planung und dem Bau dieser Strecke beauftragt worden war.
Am 1. Juli 1859 wurde die Verwaltungsbehörde in Königliche Eisenbahn-Direction zu Saarbrücken umbenannt. Gleichzeitig übernahm sie die Betriebsführung für die private Rhein-Nahe Eisenbahn-Gesellschaft. In den folgenden Jahren wuchs das Schienennetz der „Saarbrücker Eisenbahn“ noch auf 365 km an, bis sie am  1. Juli 1880 mit der Eisenbahn-Direktion Frankfurt am Main vereinigt wurde – allerdings nur für kurze Zeit, denn ab dem 1. April 1881 gehörte der Saarbrücker Bereich für rund anderthalb Jahrzehnte zur Königlichen Eisenbahn-Direction Köln (linksrheinisch).

## Entwicklung des Schienennetzes
Bereits am 20. Oktober 1850 wurde die 1849 von der Pfälzischen Ludwigsbahn-Gesellschaft aus Richtung Homburg bis zur preußisch-bayerischen Grenze geführte Bahnlinie nach Neunkirchen verlängert. Zwei Jahre später  konnten die Züge – ab 16. November 1852, Güterzüge ab 1. Dezember 1852 – über Sulzbach, Dudweiler und St. Johann-Saarbrücken die preußisch-französische Grenze bei Forbach erreichen (sogenannte Forbacher Bahn).
Dem Saartal abwärts folgte die Saarstrecke von Saarbrücken nach Trier, die am 16. Dezember 1858 bis Merzig und am 26. Mai 1860 bis Trier West auf dem linken Moselufer den Betrieb aufnahm. Von ihr ging am 29. August 1861 in Konz ein Zweig zur preußisch-luxemburgischen Grenze vor Wasserbillig ab.
Flussaufwärts erreichte die Bahn am 1. Juni 1870 Saargemünd in Lothringen, das damals von deutschen Truppen besetzt wurde.
In den Jahren 1878 und 1879 konnten kurz vor der Eingliederung in die Eisenbahn-Direction Frankfurt noch einmal wichtige Streckenabschnitte eröffnet werden:
- am 15. Mai 1878 die obere Moselstrecke Ehrang – Trier – Perl[D 7],
- am 15. Mai 1879 die Moselstrecke von Koblenz über Cochem bis Trier[D 8] und
- am 15. Oktober 1879 die Fischbachtalbahn von Saarbrücken über Quierschied nach Neunkirchen[D 9] sowie ein Verbindungsstück bei Scheidt bis zum bisherigen Endpunkt St. Ingbert von Ludwigshafen her kommend.[D 10]